# 134.
◄ | 1. stoljeće | 2. stoljeće | 3. stoljeće | ►
◄ | 100-ih | 110-ih | 120-ih | 130-ih | 140-ih | 150-ih | 160-ih | ►
◄◄ | ◄ | 131. | 132. | 133. | 134. | 135. | 136. | 137. | ► | ►►
Astronomija • Književnost • Kršćanstvo

## Događaji
- Dovršen je Anđeoski most

## Vanjske poveznice
|  | Zajednički poslužitelj ima još gradiva o temi 134. |